# Amaracarpus papuanus
Amaracarpus papuanus är en måreväxtart som beskrevs av Theodoric Valeton. Amaracarpus papuanus ingår i släktet Amaracarpus och familjen måreväxter. Inga underarter finns listade i Catalogue of Life.